# 深夜のみぶ
深夜のみぶ（しんやのみぶ　正式名称：不思議ものがたりみぶ真也の深夜のみぶ）は、2008年1月から放送されているラジオ関西の番組「ヒロノツトムの走れタコ」の怪談ドラマ・コーナー。
番組放送時間は毎週月曜日の21:00から21:15までだが、コーナー放送は21:10頃から。

## 概要
- 番組パーソナリティの俳優みぶ真也による自作自演のナレーション・ドラマ。怪談が中心だが、内容は心霊、ゾンビ、吸血鬼、宇宙人、怪獣、サイコ・サスペンス、落語、おとぎ話等、幅広いジャンルに渡る。
- 主に前後編構成で、一話が2週に渡り放送される。前編で事件が起こり、後編で解決、またはオチがつく。
- みぶと親交のある勝呂誉、3代目渋谷天外、片山由美子、柴咲コウ、チキンガーリックステーキなどのタレント仲間が実名で登場することがある。
- 1910年「鉄人計画」で瀬戸内海に巨大セイウチが流れ着くシーンを臨時ニュース仕立てで放送した時は、現実の事件と勘違いしたリスナーから問い合わせが続きメインパーソナリティのヒロノツトムが謝罪した。
- 1911年「夏の怪談特集・みつや怪談」を収録後、スタッフにトラブルが続き、みぶを始め関係者がお祓いした途端それが収まるという事件があった。この話では劇中劇に四谷怪談が取り入れられていた。
- 「深夜のみぶを始めてから、見知らぬ人から"こんな不思議な体験をしたのでラジオで紹介して欲しい"と話しかけられることが増えました。どうして相手が自分の顔を知っているのか、その方が不思議でした」（みぶ：談）
- ドラマの内容は実話とフィクションが入り混じっているとのことである。
- 作詞家津田清治はこのコーナーのファンであることを公言していたが、ある日ドラマ「うたいてメーカー」の中にいきなり自分が登場して吃驚した。
- 関西テレビ「怪談グランプリ2009」でみぶが発表した実話怪談「白い繋ぎの男」は「深夜のみぶ」でも紹介されたことがあると言われる。
- 大木ミノル監督の映画「恋の映画を作ろう」の中で主人公がヒロインに「ラジオ持ってるなら、深夜のみぶっていう番組を聴いてごらん」と呼びかけるセリフがある。
- コーナーのBGMはオルケストラ・ド・コントラバス「ルージュ・マイナー」である。